# Gahnit
Gahnit (Moll, 1807), chemický vzorec ZnAl2O4, je kubický minerál ze skupiny spinelidů. Pojmenován podle svého objevitele: Johan Gottlieb Gahn (1745-1818), švédský chemik a mineralog

## Původ
- Magmatický – akcesorický minerál v žulách a žulových pegmatitech.
- Metamorfní – ve středně až vysoce přeměněných horninách (skarn, rula, mramor) a v přeměněných ložiscích sulfidů kovů. Rozptýlený v slabě přeměněném bauxitu.
- Sedimentární – úlomky v rozsypech (náplavech).

## Morfologie
Krystaly méně časté, typicky oktaedry, vzácně dodekaedry, o velikosti až 12 cm. Běžně dvojčatí podle {111}. Agregáty zrnité, masivní.

## Vlastnosti
- Fyzikální vlastnosti: Tvrdost 8, křehký, hustota 4,3 g/cm³, štěpnost nedokonalá podle {111}, lom lasturnatý.
- Optické vlastnosti: Barva: zelená s namodralým nádechem, tmavě zelená, žlutá do hněda. Lesk skelný, mastný, průhlednost: průsvitný, na hranách opakní, vryp šedý.
- Chemické vlastnosti: Složení: Zn 35,66 %, Al 29,43 %, O 34,90 %, příměsi Fe, Mg. Těžko rozpustný v horké H2SO4. Před dmuchavkou se netaví.

## Odrůdy
- limait – (Zn,Sn)Al2O4[3]

## Podobné minerály
- spinel

## Parageneze
- rodonit, franklinit, kalcit, andradit, willemit, korund, pyrhotin, nigerit, flogopit, staurolit, cordierit, pyrit, chalkopyrit, galenit, sfalerit, magnetit

## Naleziště
Řídce se vyskytující minerál.
- Česko – Přibyslavice, Otov , Maršíkov
- Německo – Bodenmais
- Bulharsko – Smilovne
- Švédsko – Falun
- USA – New Jersey
- a další.